# Jason Newsted
Jason Curtis Newsted (n. 4 martie 1963) este un muzician, compozitor și basist american, membru al formațiilor Voivod și Rock Star Supernova. Newsted este cunoscut cel mai bine în calitatea sa de basist al formației Metallica, căreia i s-a alăturat în 1986, după decesul lui Cliff Burton. Newsted a părăsit Metallica în 2001.  În prezent locuiește în Walnut Creek, California.

## Biografie
Jason Curtis Newsted s-a născut în 4 martie 1963, în Battle Creek, Michigan.  Este de descendență germană, familia sa extinsă fiind originară din Baden, Germania. 

## Flotsam & Jetsam 1983 - 1986
In prima parte a carierei sale , acesta a cantat la chitara bas in cadrul formatiei Floatsam & Jetsam pentru albumul ''Doomsday for the Deceiver''. Newsted a scris majoritatea versurilor de pe album.

## Discografie

### Echobrain
- Echobrain (2002)
- Glean (2004)

### Flotsam and Jetsam
- Doomsday for the Deceiver (1986)

### Gov't Mule
- The Deep End, Volume 2 (2002)

### IR8/Sexoturica
- IR8 vs. Sexoturica (2002)

### Metallica
- Garage Days Re-Revisited (1987)
- ...And Justice for All (1988)
- Metallica (1991)
- Live Shit: Binge & Purge (1993)
- Load (1996)
- ReLoad (1997)
- Garage Inc. (1998)
- S&M (1999)

### Moss Brothers
- Electricitation (2001)

### Papa Wheelie
- Unipsycho Arhivat în 27 septembrie 2007, la Wayback Machine. (2002)
- Live Lycanthropy Arhivat în 27 septembrie 2007, la Wayback Machine. (2003)

### Rock Star Supernova
- Rock Star Supernova (2006)

### Voivod
- Voivod (2003)
- Katorz (2006)

### DVD & Video
- Metallica
  - 1989 2 of One
  - 1992 A Year and a Half in the Life of Metallica
  - 1993 Live Shit: Binge & Purge
  - 1998 Cunning Stunts
  - 1999 S&M
  - 2001 Classic Albums: Metallica - The Black Album
  - 2004 Some Kind Of Monster
  - 2006 The Videos 1989-2004

- Gov't Mule
  - 2003 The Deepest End, Live In Concert